# Barbie als de Prinses en de Bedelaar
Barbie als de Prinses en de Bedelaar (Engels: Barbie as the Princess and the Pauper) is de vierde digitale animatie- en direct-naar-video-film van Barbie en de eerste musical. De film kwam uit op 28 september 2004 en werd geregisseerd door William Lau. Barbie vertolkt hierin de rol van prinses Anneliese en Erika. Afgezien van dat prinses Anneliese blond haar heeft en Erika bruin haar, lijken ze als twee druppels water op elkaar. Wanneer ze elkaar toevallig ontmoeten in het dorp, ontstaat er een mooie vriendschap tussen de twee. Prinses Anneliese komt echter in de problemen, waarop aan Erika wordt gevraagd om tijdelijk haar plaats in te nemen als prinses. De film is losjes gebaseerd op De prins en de bedelaar van Mark Twain. Het is de eerste Barbiefilm waar geen fantastische elementen zoals magie in voorkomt. 

## Verhaal
Prinses Anneliese en Erika worden op dezelfde dag geboren en lijken als twee druppels water op elkaar. Het enige verschil is hun haarkleur, die bij prinses Anneliese blond is en bij Erika bruin. Koningin Genevieve wil haar dochter uithuwelijken aan een rijke koning, zodat ze hun koninkrijk kunnen redden van faillissement. De koninklijke mijn is namelijk leeg. Anneliese weet dat het haar plicht is om met koning Dominick te trouwen, ook al is ze eigenlijk verliefd op de jonge leermeester, Julian. Erika groeit op in armoede en is een contractbediende bij de modespeciaalzaak van madame Carp. Zij droomt ervan om zangeres te worden en de wereld rond te reizen.  
Het is echter de koninklijke adviseur, Preminger, die achter de rug van de koningin om, de koninklijke mijn heeft leeggehaald. Hij hoopt dat hij daardoor met prinses Anneliese kan trouwen, om zo zelf koning te worden. Wanneer hij te horen krijgt dat prinses Anneliese gaat trouwen met koning Dominick, bedenkt hij een nieuw plan. Hij geeft aan Nick en Nack, zijn handlangers, de opdracht om haar te ontvoeren, zodat het huwelijk afgelast zal worden.
Julian neemt prinses Anneliese mee naar het dorp, zodat ze kan genieten van haar laatste beetje vrijheid voordat ze gaat trouwen. Daar ontmoet ze Erika en ontdekken ze dat ze zo erg op elkaar lijken dat ze wel een tweeling lijken. Er ontstaat een vriendschap wanneer ze ontdekken nog meer gelijkenissen te hebben. Beiden dromen ze er namelijk van vrij te zijn. Wanneer ze afscheid nemen, belooft Anneliese dat Erika eens in het paleis mag komen zingen. 
Die nacht wordt Anneliese samen met haar kat, Serafina, ontvoerd door Nick en Nack. De ochtend daarop ontdekken de koningin en Preminger dat ze verdwenen is en ze vinden een briefje op haar bureau. Daarop staat dat ze weggelopen is omdat ze niet met koning Dominick wil trouwen. Julian gelooft echter niet dat Anneliese zoiets zou doen en gaat op onderzoek uit. Hij vraagt aan Erika om de plaats van Anneliese in te nemen zodat het huwelijk niet wordt afgelast, terwijl hij kan achterhalen wat er aan de hand is.  
Preminger is verrast dat Anneliese op het paleis verschijnt en gaat naar Nick en Nack om te horen wat er gebeurd is. Koning Dominick en Erika, die nog steeds doet alsof ze Anneliese is, stellen zich aan elkaar voor en worden verliefd op elkaar. De echte Anneliese slaagt erin om van Nick en Nack te ontsnappen en keert terug naar het paleis. Daar wordt ze echter door de wachters weggestuurd omdat zij in de waan zijn dat prinses Annelies zich al in het paleis bevindt. Daarop gaat prinses Anneliese naar madame Carp in de hoop Erika daar te vinden. Madame Carp ziet haar echter voor Erika aan en dwingt haar om voor haar te werken en sluit haar op. Ondertussen volgt Julian Preminger en hoort wat zijn plannen zijn, maar hij wordt ontdekt en gevangen genomen.   

## Plaats binnen de Barbiefilms
| Vorige film                     | Volgende film             |
| ------------------------------- | ------------------------- |
| Barbie en het Zwanenmeer (2003) | Barbie: Fairytopia (2005) |

## Soundtrack
De muziek werd gecomponeerd door Arnie Roth en werd uitgevoerd door het London Symphony Orchestra en het Czech Philharmonic Chamber Orchestra. Daarnaast stond Megan Cavallari in voor de originele songs in deze musical en Amy Powers voor de songteksten. Voor de Nederlandstalige versie werd de zang van prinses Anneliese verzorgd door Alma Nieto. Willemijn Verkaik, bekend van haar internationale vertolking van Elphaba in de musical Wicked, stond in voor de zang van Erika.  
| Nr. | Liedjes                            | Uitvoering                                           | Engelse uitvoering                                  |
| --- | ---------------------------------- | ---------------------------------------------------- | --------------------------------------------------- |
| 1.  | Vrij                               | Alma Nieto (Anneliese) & Willemijn Verkaik (Erika)   | Melissa Lyons (Anneliese) & Julie Stevens (Erika)   |
| 2.  | Dan zeg ik toch geen nee           | Edward Reekers (Preminger)                           | Martin Short                                        |
| 3.  | Geschreven in je hart (proloog)    | Willemijn Verkaik (Erika)                            | Julie Stevens                                       |
| 4.  | Ik lijk precies op jou             | Alma Nieto (Anneliese) & Willemijn Verkaik (Erika)   | Melissa Lyons & Julie Stevens                       |
| 5.  | Als je prinses bent                | Addo Kruizinga (Julian) & Willemijn Verkaik (Erika)  | Alessandro Juliani (Julian) & Julie Stevens (Erika) |
| 6.  | De kat miauwt                      | Willemijn Verkaik (Erika)                            | Julie Stevens                                       |
| 7.  | Als je echt van me houdt           | Willemijn Verkaik (Erika) & Rolf Koster (Dominick)   | Julie Stevens (Erika) & Mark Luna (Dominick)        |
| 8.  | Als je prinses bent (reprise)      | Willemijn Verkaik (Erika)                            | Julie Stevens                                       |
| 9.  | Dan zeg ik toch geen nee (reprise) | Edward Reekers (Preminger)                           | Martin Short                                        |
| 10. | Geschreven in je hart              | Willemijn Verkaik (Erika) - & Alma Nieto (Anneliese) | Julie Stevens & Melissa Lyons                       |
| 11. | I'm on my way                      | Sara Niemietz                                        | Sara Niemietz                                       |

## Rolverdeling
| Personage               | Nederlandse stemmen | Engelse stemmen    |
| ----------------------- | ------------------- | ------------------ |
| Prinses Anneliese/Erika | Laura Vlasblom      | Kelly Sheridan     |
| Zang prinses Anneliese  | Alma Nieto          | Melissa Lyons      |
| Zang Erika              | Willemijn Verkaik   | Julie Stevens      |
| Koning Dominick         | Bart Bosch          | Mark Hildreth      |
| Zang Koning Dominick    | Rolf Koster         | Mark Luna          |
| Julian/Zang Julian      | Addo Kruizinga      | Alessandro Juliani |
| Preminger               | Edward Reekers      | Martin Short       |
| Serafina                | Jannemien Cnossen   | Kathleen Barr      |
| Wolfie                  | Jaco Kirchjünger    | Ian James Corlett  |
| Wacht 1                 | Jaco Kirchjünger    | Brian Drummond     |
| Koningin Genevieve      | Kaya de Groot       | Ellen Kennedy      |
| Bertie                  | Kaya de Groot       | Kathleen Barr      |
| Madame Carp             | Patty Paff          | Pam Hyatt          |
| Nick/Zang Nick          | Tony Neef           | Brian Drummond     |
| Nack                    | Edward Reekers      | Jan Rabson         |
| Zang Nack               | Rolf Koster         | Jan Rabson         |
| Midas                   | Dieter Jansen       | Jan Rabson         |
| Ambassadeur Bismark     | Sander de Heer      | Lee Tockar         |
| Hervé                   | Jeroen Keers        | Garry Chalk        |
| Koninklijke Secretaris  | Jeroen Keers        | Colin Murdock      |
| Meid                    | Marieke de Kruijf   | Janyse Jaud        |

## Nederlandse productie
- Vertaler - Edward Reekers
- Regie muziek - Laura Vlasblom & Edward Reekers
- Regie dialoog - Laura Vlasblom
- Mixage zang - Henrik Vindeby
- Mixage - Henrik Vindeby
- Productie - Barry Worsteling & Tenna Schmølker
- Techniek - Freek Wennekes
- Muziek arrangement en regie door - Megan Cavallari

## Overige informatie
- In elke Barbiefilm staat een zekere moraal centraal en deze wordt weergegeven op het einde van de aftiteling. Bij deze film is dat: 'Live your dream' ofwel 'Leef je droom'.